# Джейк Форд
Джейк Форд (англ. Jake Ford, 29 квітня 1946, Джорджтаун, Південна Кароліна, США — 19 травня 1996) — американський професіональний баскетболіст, що грав на позиції атакувального захисника за команду НБА «Сіетл Суперсонікс».

## Ігрова кар'єра
На університетському рівні грав за команду Меріленд Істерн Шор (1966–1970). 
1970 року був обраний у другому раунді драфту НБА під загальним 20-м номером командою «Сіетл Суперсонікс».
Професійну кар'єру розпочав 1970 року виступами за тих же «Сіетл Суперсонікс», захищав кольори команди із Сіетла протягом усієї історії виступів у НБА, яка налічувала 2 сезони.